# Ghindăoani
Ghindăoani is een Roemeense gemeente in het district Neamț.
Ghindăoani telt 2183 inwoners.